# Le Nouveau Gulliver (film)
Pour plus de détails, voir Fiche technique et Distribution.
Le Nouveau Gulliver (Новый Гулливер, Novy Goulliver) est un film d'animation d'Alexandre Ptouchko sorti en URSS en 1935,.
Cette allégorie marxiste est l'un des premiers longs métrages d'animation de l'histoire du cinéma, et en outre le tout premier associant prises de vues réelles (le début et le héros lui-même) et marionnettes. 
Après plusieurs années d'expérimentations, Ptouchko a créé plus de 1 500 figurines, dont les têtes amovibles pouvaient exprimer diverses émotions ou incarner différents personnages.
Le réalisateur a également effectué des recherches sur l'enregistrement du son, modifiant les fréquences afin d'obtenir d'étranges voix très aiguës. Néanmoins la bande originale s'est rapidement détériorée et a dû être restaurée par les studios Mosfilm en 1960.
Le film a remporté un succès international lors de sa sortie, et Charlie Chaplin notamment faisait partie de ses fervents admirateurs. Il n'a pas été distribué en France.[réf. nécessaire]

## Synopsis
Un jeune pionnier s'assoupit pendant la lecture des Voyages de Gulliver de Jonathan Swift. À son réveil il se retrouve lui aussi tel un géant dans le petit monde de Lilliput, où vit désormais une société embourgeoisée et décadente, dominée par un souverain tyrannique. Le prolétariat opprimé y prépare la révolution.

## Fiche technique
- Titre français : Le Nouveau Gulliver
- Réalisation : Alexandre Ptouchko
- Scénario : Alexandre Ptouchko, Serafima Rochal et Grigori Rochal, d'après l'œuvre Les Voyages de Gulliver de Jonathan Swift
- Production : Mosfilm (restauré en 1960)
- Musique : Lew Schwartz (ru)
- Texte de chanson : Samuel Bolotine (ru)
- Pays d'origine :  Union soviétique
- Format : Noir et blanc ; 7 bobines ; 1 877 m
- Durée : (68 ?) 75 minutes
- Dates de sortie :
  -  Union soviétique : 25 mars 1935
  -  France : 30 septembre 1935
  -  États-Unis : 3 novembre 1935

## Distribution
- Vladimir Konstantinov : Gulliver
- Yvan Ioudine
- Yvan Bobrov
- Fiodor Brest

## Récompenses
- 1935 : Diplôme d’honneur au festival de Moscou pour Mokil (artiste de marionnettes)
- 1935 : Coupe pour le meilleur programme au festival de Venise